# エドワード・ハーレー (第3代オックスフォード＝モーティマー伯爵)
第3代オックスフォード＝モーティマー伯爵エドワード・ハーレー（英語: Edward Harley, 3rd Earl of Oxford and Earl Mortimer、1699年/1700年 – 1755年4月11日）は、グレートブリテン王国の貴族、政治家。

## 生涯
エドワード・ハーレー（1664年 – 1735年、初代オックスフォード＝モーティマー伯爵ロバート・ハーレーの弟エドワードの息子）とサラ・フォーリー（Sarah Foley）の息子として、1699年頃に生まれた。ウェストミンスター・スクールで教育を受けた後、1717年2月21日にオックスフォード大学クライスト・チャーチに入学、M.A.の学位を修得した後1737年5月17日にD.C.L.の学位を修得した。
1727年イギリス総選挙でヘレフォードシャー選挙区から出馬して当選した後、トーリー党の一員として活躍したが、1741年2月13日のロバート・ウォルポール罷免動議には反対し、「悪に報いるに善を以てする」と述べた後庶民院から引退した。
1741年6月16日に伯父の息子にあたる第2代オックスフォード＝モーティマー伯爵エドワード・ハーレーが死去すると、特別残余権によりオックスフォード＝モーティマー伯爵の爵位を継承した。また、1753年より大英博物館理事（Trustee）を務めた。

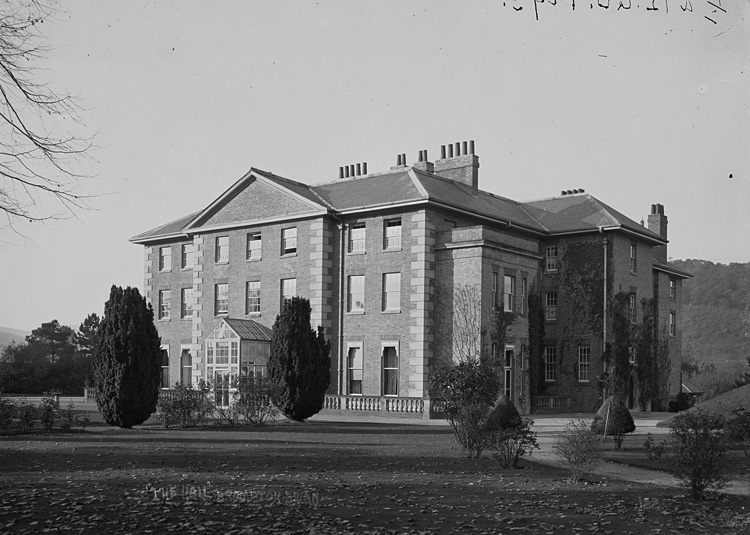
ブランプトン・ブライアン・ホール

1755年4月11日にバースで死去、18日にブランプトンで埋葬された。長男エドワードが爵位を継承した。

## 人物
第4代チェスターフィールド伯爵フィリップ・スタンホープは1745年に第3代オックスフォード＝モーティマー伯爵と第3代準男爵ワトキン・ウィリアムズ＝ウィンがトーリー党で「尊敬できるただ2人」であると述べた。

## 家族
1725年3月16日、マーサ・モーガン（Martha Morgan、1774年1月4日没、ジョン・モーガンの娘）と結婚、5男2女を儲けた。
- エドワード（1726年 – 1790年） - 第4代オックスフォード＝モーティマー伯爵
- ジョン（英語版）（1728年 – 1788年） - ヘレフォード主教（英語版）。第5代オックスフォード＝モーティマー伯爵エドワード・ハーレーの父
- トマス（英語版）（1730年 – 1804年） - ロンドン市長、庶民院議員